# 4834 Thoas
A 4834 Thoas (ideiglenes jelöléssel 1989 AM2) egy kisbolygó a Naprendszerben. Carolyn Shoemaker fedezte fel 1989. január 11-én.